# Candide (1924-1944)
Pour les articles homonymes, voir Candide (homonymie).
Candide est un journal hebdomadaire français d'extrême droite, de la mouvance maurrassienne nationaliste et antisémite publié entre 1924 et 1944.

## Historique
Le nom Candide fut repris en 1924 par un hebdomadaire lancé par la librairie Arthème Fayard. Ce journal a été l'un des principaux hebdomadaires littéraires politiques de l'entre-deux-guerres, sa formule inspirant Gringoire à l'extrême droite mais aussi Vendredi et Marianne à gauche. Candide quant à lui se situait dans la mouvance maurrassienne nationaliste et antisémite : Pierre Gaxotte, secrétaire particulier de Charles Maurras, était membre de la direction collégiale de la rédaction jusqu'en 1940 ; Lucien Dubech, à la critique dramatique, Dominique Sordet, à la critique musicale, Maurice Pefferkorn, responsable des sports, Abel Manouvriez, à la chronique judiciaire, occupaient les mêmes fonctions à Candide qu'à L'Action française ; Lucien Rebatet et Robert Brasillach, deux des jeunes talents maurrassiens, écrivaient dans Candide. Ses nombreuses caricatures, notamment celles de Sennep, étaient appréciées des lecteurs.
L'hebdomadaire est antiparlementaire, antirépublicain, vivement anticommuniste, antidémocrate, « résolument antisémite », et « très favorable à l'Italie fasciste ». Après le 6 février 1934, il se radicalise, comme le reste de l'extrême droite et une bonne partie de la droite, sans atteindre le fascisme musclé de Je suis partout et en conservant un ton léger. L'hostilité aux Juifs et aux étrangers s'affirme. Alors qu'il a souvent mis en garde contre le péril allemand, Candide approuve les accords de Munich, suivant l'évolution de la mouvance maurrassienne.
Imprimé en grand format (43 sur 60 cm), le journal tire à 80 000 exemplaires la première année, presque 150 000 en 1930, puis à 340 000 exemplaires au moins à partir de 1936 (465 000 même, cette année-là, selon le professeur Pierre Albert). Il exerce une influence importante en politique dans les milieux conservateurs et réactionnaires et sa page littéraire est respectée au-delà : Albert Thibaudet, qui n'avait rien d'un homme d'extrême droite, y écrit (il meurt en 1936), ainsi que Georges Duhamel (« Le parc national du silence », n° 373, 7 mai 1931). À partir de 1936 surtout, Candide tente de convaincre ses lecteurs de l'imminence d'un coup d'État communiste en France.
En 1939, après la chute de la république espagnole, le journal s'oppose en des termes violents à l'arrivée de réfugiés sur le sol français : « Toute la lie, toute la pègre de Barcelone, tous les assassins, les tchékistes, les bourreaux, les déterreurs de carmélites, tous les voleurs, tous les pillards sacrilèges, tous les Thénardiers de l’émeute font irruption sur notre sol ».
Sous l'Occupation, le journal quitte Paris pour Clermont-Ferrand et soutient la Révolution nationale de Philippe Pétain, qui réalise dans une large mesure les idées politiques qu'il défend, a fortiori depuis 1934-36 — mais il évite le collaborationnisme parisien défendu par Je suis partout. Il disparaît après la Libération, interdit à cause de sa compromission avec le régime de Vichy.
Autres collaborateurs : Georges Blond, Irène Némirovsky, Edmond Jaloux.